# I*
i* (phát âm: i sao) hoặc nền tảng i* là một ngôn ngữ mô hình hóa phù hợp với giai đoạn đầu của quá trình mô hình hóa hệ thống nhằm hiểu được lĩnh vực vấn đề. Ngôn ngữ mô hình hóa i* cho phép mô hình hóa cả các tình huống hiện thời và tình huống dự kiến. Các mô hình i* nhằm trả lời cho loại câu hỏi AI và TẠI SAO, không dành cho loại câu hỏi CÁI GÌ.

## Các yếu tố
Mô hình mô tả sự phụ thuộc giữa các tác nhân. Có tất cả bốn yếu tố để mô tả sự phụ thuộc này: mục tiêu, mục tiêu mềm, nhiệm vụ và tài nguyên. Thực tế khái niệm trung tâm của i* là tác nhân chủ đích (intentional actor).

## Chuyển đổi từ i* sang UML
i* sử dụng để mô hình hóa các yêu cầu ở giai đoạn đầu còn UML phục vụ cho yêu cầu ở giai đoạn sau. Do đó người sử dụng có thể chuyển đổi mô hình i* sang mô hình UML, theo những bước hướng dẫn sau:
- Tác nhân: tác nhân có thể chuyển đổi thành việc gộp các lớp
- Nhiệm vụ: nhiệm vụ có thể chuyển đổi thành các thao tác lớp. Ví dụ một nhiệm vụ giữa một tác nhân phụ thuộc và một mối phụ thuộc trong mô hình SD tương ứng với một thao tác công cộng trong một lớp phụ thuộc của UML
- Tài nguyên: tài nguyên có thể chuyển đổi thành các lớp
- Mục tiêu và mục tiêu mềm: hai loại mục tiêu này có thể chuyển đổi thành các thuộc tính
- Phân tích nhiệm vụ: có thể chuyển thành tiền và hậu điều kiện